# Charakteristisch einfache Gruppe
In der Mathematik, speziell in der Gruppentheorie, heißt eine Gruppe charakteristisch einfach, wenn sie außer sich selbst und der trivialen Untergruppe keine weiteren charakteristischen Untergruppen enthält. Einige Autoren fordern zusätzlich, dass eine charakteristisch einfache Gruppe definitionsgemäß nicht einelementig sein soll, aber dem folgen wir in diesem Artikel nicht.

## Beispiele und Eigenschaften
- Jede einfache Gruppe ist charakteristisch einfach.

Das ergibt sich leicht aus der Tatsache, dass charakteristische Untergruppen Normalteiler sind. Wir werden später sehen, dass charakteristisch einfache Gruppen nicht notwendigerweise einfach sind, die Kleinsche Vierergruppe ist ein Beispiel.
- Jeder minimale Normalteiler einer Gruppe ist charakteristisch einfach.

Das folgt leicht aus der Tatsache, dass eine charakteristische Untergruppe eines Normalteilers einer Gruppe Normalteiler in dieser Gruppe ist.
- Es seien G eine charakteristisch einfache Gruppe und H ein minimaler Normalteiler in G. Dann zeigt man, dass G die direkte Summe einer (endlichen oder unendlichen) Familie von einfachen Gruppen ist, die alle isomorph zu H sind.

Für den Beweis dieser Aussage benötigt man das Lemma von Zorn. Ist G endlich, so kann auf das Lemma von Zorn verzichtet werden.
- Jede charakteristisch einfache Gruppe, die mindestens einen minimalen Normalteiler enthält, ist direkte Summe einer (endlichen oder unendlichen) Familie von untereinander isomorphen, einfachen Gruppen.

Das folgt sofort aus der vorangegangenen Aussage.
- Jede endliche charakteristisch einfache Gruppe ist direktes Produkt von endlichen vielen untereinander isomorphen, einfachen Gruppen.

Ist nämlich G endlich und nicht trivial, so gibt es mindestens einen minimalen Normalteiler, und es genügt, die vorhergehende Aussage anzuwenden.
- Ist eine endliche, auflösbare Gruppe charakteristisch einfach, so ist sie elementar abelsch, das heißt, sie ist das direkte Produkt von endlich vielen zu {\displaystyle \mathbb {Z} /p\mathbb {Z} } (siehe zyklische Gruppe) isomorphen Gruppen, wobei p eine Primzahl ist.

Das folgt aus der vorangegangenen Aussage, denn eine einfache Untergruppe einer auflösbaren Gruppe ist abelsch und daher von Primzahlordnung.
Obiger Schluss verwendet einen Satz von Hall über die Existenz gewisser Hallscher Untergruppen in endlichen, auflösbaren Gruppen.
- Eine unendliche, charakteristisch einfache Gruppe ist nicht notwendigerweise direkte Summe untereinander isomorpher, einfacher Gruppen.

Beispielsweise ist die additive Gruppe {\displaystyle \mathbb {Q} } der rationalen Zahlen charakteristisch einfach (das zeigt man leicht durch die Bemerkung, dass {\displaystyle x\mapsto qx} für jede von 0 verschiedene rationale Zahl q einen Automorphismus auf {\displaystyle \mathbb {Q} } definiert), aber {\displaystyle \mathbb {Q} } ist nicht die direkte Summe einfacher Untergruppen, denn {\displaystyle \mathbb {Q} } hat gar keine einfachen Untergruppen. In der Tat, da {\displaystyle \mathbb {Q} } abelsch ist, wäre eine einfache Untergruppe abelsch und daher endlich, aber das einzige Element endlicher Ordnung ist 0.
- Man kann zeigen, dass eine (endliche oder unendliche) direkte Summe von untereinander isomorphen, einfachen Gruppen charakteristisch einfach ist.[5]

Das vorangegangene Beispiel zeigt, dass nicht jede charakteristisch einfache Gruppe von dieser Form ist.
Insbesondere ist die Kleinsche Vierergruppe {\displaystyle \mathbb {Z} _{2}\oplus \mathbb {Z} _{2}} charakteristisch einfach, was man leicht auch direkt bestätigen kann. Diese ist damit ein Beispiel für eine charakteristisch einfache Gruppe, die nicht einfach ist.